# 2019~2020년 오스트레일리아 밀림 산불
2019년 6월 발생한 오스트레일리아 밀림 산불은 오스트레일리아 전역에서 발생하는 산불로, 오스트레일리아 동부 주와 남부 주에 큰 피해를 입히고 있다. 2020년 1월 14일 기준으로, 산불은 약 2430만 헥타르의 땅을 태웠고 5,900채 이상의 건물을 파괴했으며 29명 이상이 사망하였으며 10억마리 정도의 동물들이 사망했고, 일부 멸종 위기 동물은 멸종 위협에 놓였다. 뉴사우스웨일즈 지방소방대는 이 산불을 오스트레일리아 역사상 최악의 산불로 간주한다. 2019년 12월 뉴사우스웨일스주 정부는 폭염으로 인한 국가 비상사태를 선포하였고, 오랜 가뭄으로 인해 산불은 악화되었다.
2019년 9월부터 시드니의 서쪽에 있는 노스코스트, 미드노스코스트, 헌터 지방, 혹스버리, 월런딜리, 블루 마운틴, 일라와라, 사우스코스트 등 뉴사우스웨일스주의 여러 지역들이 심각한 피해를 입었고, 오스트레일리아 전체에 100여 개의 산불이 추가로 발생했다. 빅토리아주의 동부 및 동북부 지역의 대다수의 산림이 12월 말 처음 산불이 발생한 이후 4주 동안 불길에 휩싸였는데 이로 인해 많은 마을이 위험에 노출되었고, 코리옹과 말라쿠타는 고립되었다. 이스트깁스랜드는 재난 구역으로 지정되었다. 사우스오스트레일리아주에서는 캥거루섬과 아델레이드 힐즈에서 큰 산불이 발생했다. 웨스턴오스트레일리아주 남서부와 퀸즐랜드주 남동부에서는 큰 영향을 미치지 않았고, 태즈메이니아주와 오스트레일리아 수도 준주의 일부 지역이 산불의 영향을 받고 있다.
오스트레일리아 전역에서 뉴사우스웨일스의 산불 진압을 위한 지원이 요청되었다. 2019년 11월 11일 빅토리아 지방소방청은 300명의 소방대원과 지원 병력을 파견했다. 2019년 11월 중반 웨스턴오스트레일리아에서 100명의 소방대원이 파견되었다.사우스오스트레일리아와 오스트레일리아 수도 준주에서도 소방대원을 파견했다. 2019년 11월 12일 오스트레일리아 정부는 오스트레일리아 방위군이 화재 진압 노력을 지원하기 위한 공중 지원을 제공하고, 인력 제공, 병참 지원 등을 준비 중이라고 밝혔다. 뉴질랜드, 싱가포르, 아랍에미리트, 프랑스, 캐나다, 미국, 말레이시아, 파푸아뉴기니 등 세계 각국에서도 오스트레일리아 산불 진압을 위해 노력했다.

## 같이 보기
- 산불 목록
- 오스트레일리아의 기후
- 2019년 부산 산불
- 2019년 아마존 우림 산불
- 2020년 울주군 산불